# 1190 Pelagia
1190 Pelagia är en asteroid i huvudbältet som upptäcktes den 20 september 1930 av den ryske astronomen Grigorij N. Neujmin vid Simeizobservatoriet på Krim. Asteroidens preliminära beteckning var 1930 SL. Asteroiden fick sedan namn efter astronomen Pelageja F. Sjajn , vid Simes-observatoriet, som var den första kvinnliga astronomen som upptäckte en asteroid.
Pelagias senaste periheliepassage skedde den 5 april 2022. Dess rotationstid har beräknats till 2,37 timmar.